# Mette Klit
Mette Klit (født 21. november 1971 i Esbjerg) er en dansk tidligere håndboldspiller og -træner. Som spiller var hun højre back.
Klit begyndte at spille håndbold i fødebyen i Esbjerg HK og senere Ribe HK, inden DM-sølvvinderne Viborg HK hentede hende til klubben i 1991. Hun var derfor med, da klubben første gang blev dansk mester i 1994, og da klubben første gang for alvor markerede sig på den europæiske scene som vindere af EHF Cuppen samme år. Hun spillede i klubben til 1998, indtil hun efter en enkelt sæson i japanske Chateraise Fofu indstillede den aktive karriere året efter. Undervejs nåede hun også to kampe på det danske landshold samt 19 kampe på U/20-landsholdet.
Senere blev Mette Klit træner. Hun var blandt andet træner for Skive fH i seks år, inden hun i 2008 blev assistent for Jakob Vestergaard i Viborg. Da denne blev fyret i foråret 2011, overtog Klit pladsen som cheftræner i klubben. Det var ikke udelukket, at hun ville fortsætte som cheftræner i Viborg efter sommerpausen 2011, men hun blev erstattet af Martin Albertsen.
I stedet fortsatte Klit som leder af Viborg HK's sportscollege, indtil hun i sommeren 2012 på ny blev assistent for Jakob Vestergaard, der nu var træner for rumænske CS Oltchim Vâlcea. Efter et år i klubben, hvor Vâlcea nåede semifinalen i Champions League, kom klubben i store økonomiske vanskeligheder, og Vestergaard og Klit samt flere af klubbens stjerner måtte afskediges. Knap et år senere var der imidlertid igen bud efter Klit fra Rumænien, idet hun nu blev ansat som cheftræner i en anden stor klub, CSM București. Her førte hun holdet frem til det nationale mesterskab i 2015, men kort inde i den følgende sæson blev hun fyret.